# Dème des Tzoumérka
Le dème des Tzoumérka, en grec moderne : Δήμος Τζουμέρκων / Dímos Tzoumérkon, est un ancien dème du district régional de Ioánnina, en Épire, Grèce. Depuis 2010, il est fusionné au sein du dème des Tzoumérka-du-Nord.
Selon le recensement de 2011, la population du dème compte 756 habitants.